# Мертвий сезон (фільм, 1975)
«Мертвий сезон» (англ. Out of Season) — британський фільм-драма 1975 року, поставлений режисером Аланом Бріджесом. Стрічкою було відкрито 25-й Берлінський міжнародний кінофестиваль 1975 року.

## Сюжет
Джо Таннер приїжджає зимовим вечором в маленький готель на узбережжі, де не був 20 років. Тут живе Енн — його колишня коханка, власниця готелю. Джо хоче відновити стосунки і попутно дізнатися у Енн хто є батьком її доньки Джоанни. Енн бреше, що виходила ще раз заміж і батько доньки — інша людина. У неї складні стосунки з донькою, яка не може пробачити матір за те, що та віддала її в інтернат. Вони постійно лаються, Енн називає Джоанну не інакше як «стерво». Донька вирішує помститися матері і звабити її залицяльника. І їй вдається досягти свого, вона проводить ніч з Джо.

## У ролях
| Ванесса Редґрейв | ···· | Енн        |
| Кліфф Робертсон  | ···· | Джо Таннер |
| Сьюзен Джордж    | ···· | Джоанна    |
| Едвард Еванс     | ···· | Чарлі      |
| Френк Джарвіс    | ···· | листоноша  |

## Знімальна група
- Автор сценарію — Ерік Берковічі, Рубен Беркович
- Режисер-постановник — Алан Бріджес
- Продюсер — Ерік Берковічі, Рубен Беркович
- Асоційований продюсер — Гордон Скотт
- Композитор — Джон Кемерон
- Оператор — Артур Іббетсон
- Монтаж — Пітер Вітерлей
- Художник-постановник — Роберт Джонс

## Визнання
| Нагороди та номінації фільму «Мертвий сезон» | Нагороди та номінації фільму «Мертвий сезон» | Нагороди та номінації фільму «Мертвий сезон»       | Нагороди та номінації фільму «Мертвий сезон» | Нагороди та номінації фільму «Мертвий сезон» | Нагороди та номінації фільму «Мертвий сезон» |
| Рік                                          | Кінофестиваль/кінопремія                     | Категорія/нагорода                                 | Номінант                                     | Результат                                    |                                              |
| -------------------------------------------- | -------------------------------------------- | -------------------------------------------------- | -------------------------------------------- | -------------------------------------------- | -------------------------------------------- |
| 1975                                         | 25-й Берлінський міжнародний кінофестиваль   | Золотий ведмідь                                    | Мертвий сезон                                | Номінація                                    |                                              |
| 1975                                         | Міжнародний кінофестиваль у Чикаго           | Гран-прі Золотий Г'юго за найкращий художній фільм | Мертвий сезон                                | Номінація                                    |                                              |